# 勒内·维维亚尼
让·拉斐尔·阿德里安·勒内·维维亚尼（Jean Raphaël Adrien René Viviani，法語發音：[ʁə.ne.vi.vja'ni]；1863年11月8日—1925年9月7日）法国第三共和国社会党政治家。第一次世界大战第一年的法国总理。

## 生平
维维亚尼1863年11月8日出生于定居法属阿尔及利亚西迪贝勒阿巴斯的意大利人家庭。初为律师，先在阿尔及尔，后在巴黎开业。在许多政治案件中他为工人和社会党人辩护，颇有名声。
1893年—1902年维维亚尼作为代表巴黎的社会党众议员，与让·饶勒斯共同创办《人道报》(1904年)，协助建立统一的社会党。他再度被选入众议院后，于1906年10月参加乔治·克列孟梭政府，为法国首任劳工部长。后脱离这个新党，成为“独立的”社会党人。他在克列孟梭内阁中任职3年，没有通过法令为改善工人或贫民的状况进行有效的改革。他在阿里斯蒂德·白里安政府中留任劳工部长至1910年11月，曾负责汇编1900年以来通过的一切社会立法。
1913年12月至1914年6月任教育部长，1914年6月16日任总理兼外交部长。1914年8月3日德国向法国宣战后，他辞去外交部长职务。8月底成立民族团结政府，有各党派代表参加。1915年10月因年需物资短缺遭到指责后辞去总理职务，担任司法部长至1917年3月。1920年和1921年任日内瓦国际联盟法国代表，1921年任出席华盛顿海军会议法国代表。1922年进入参议院，但再未从事政治活动。

## 维维亚尼第一届内阁, 1914年6月13日—8月26日
- 勒内·维维亚尼 – 部长会议主席兼外交部长
- 阿道夫·梅西米(Adolphe Messimy0 – 陆军部长
- 路易·马尔维(Louis Malvy) – 内政部长
- 约瑟夫·努伦(Joseph Noulens) – 财政部长
- 莫里斯·库伊巴(Maurice Couyba) – 劳工和社会保障部部长
- 比安弗尼·马坦(Bienvenu Martin) – 司法部长
- 阿尔芒·戈蒂耶·德奥德(Armand Gauthier de l'Aude) – 海军部长
- 让-维克多·奥加尼厄(Jean-Victor Augagneur) – 公共教育和文化部长
- 费尔南·戴维(Fernand David) – 农业部长
- 莫里斯·雷诺(Maurice Raynaud) – 殖民地部长
- 勒内·雷努尔(René Renoult) – 公共工程部长
- 加斯东·汤姆森(Gaston Thomson) – 商业、工业、邮政和电报部长

更换
- 1914年8月3日 – 加斯东·杜梅格接替维维亚尼任外交部长. 让-维克多·奥加尼厄接替奥德任海军部长. 阿尔贝特·萨罗接替奥加尼厄任公共教育和文化部长.

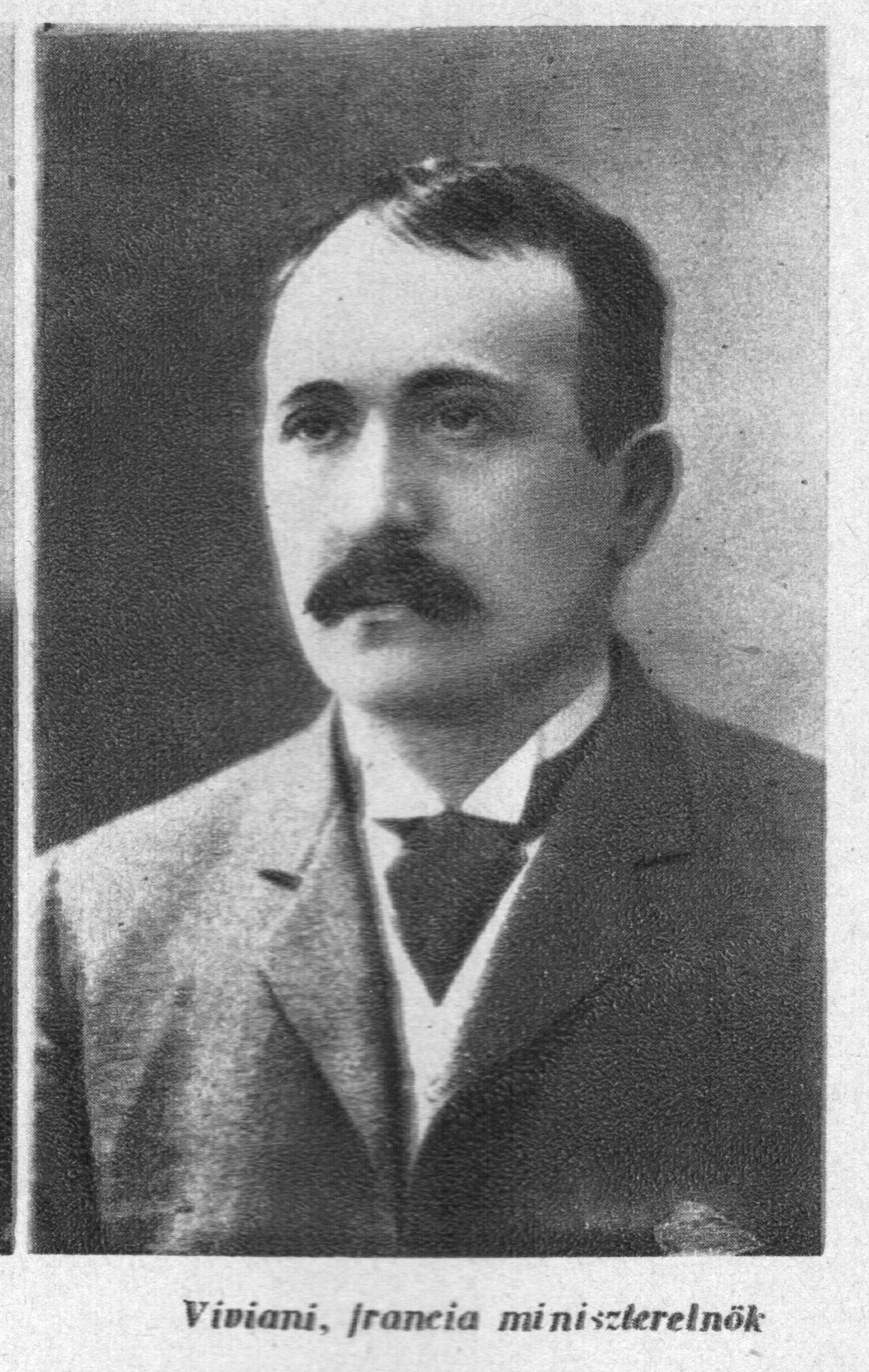
勒内·维维亚尼

## 维维亚尼第二届内阁, 1914年8月26日—1915年10月29日
- 勒内·维维亚尼 – 部长会议主席
- 泰奥菲勒·德尔卡塞 – 外交部长
- 亚历山大·米勒兰 – 陆军部长
- 路易·马尔维 – 内政部长
- 亚历山大·里博 – 财政部长
- 比安弗尼·马坦 – 劳工和社会保障部部长
- 阿里斯蒂德·白里安 – 司法部长
- 让-维克多·奥加尼厄 –  海军部长
- 阿尔贝特·萨罗 – 公共教育和文化部长
- 费尔南·戴维 – 农业部长
- 加斯东·杜梅格 – 殖民地部长
- 马塞尔·森巴(Marcel Sembat) – 公共工程部长
- 加斯东·汤姆森 – 商业、工业、邮政和电报部长
- 朱尔·盖德(Jules Guesde) – 不管部部长

更换
- 1915年10月13日 – 维维亚尼接替德尔卡塞任外交部长.